# Forholdet mellem Danmark og Rusland
Forholdet mellem Danmark og Rusland referer til de udenrigspolitiske interaktioner mellem Kongeriget Danmark og Den Russiske Føderation.
Der blev første gang etableret diplomatisk kontakt d. 8. november 1493, hvilket dengang var med Storfyrstendømmet Moskva. Dette var i form af en forsvarspagt, der blev fornyet i 1506 og 1517. Denne tradition blev fortsat med Zar-Rusland, da Frederik 2. af Danmark og Ivan 4. af Rusland underskrev Mozjajsk-traktaten. Efter kejserrigets fald etableredes d. 18. juni 1924 kontakt med Sovjetunionen.
I dag har Rusland en ambassade i København, mens Danmark har en ambassade i Moskva og en honorær konsul i Kaliningrad. Det danske generalkonsulat i Sankt Petersborg blev lukket d. 1. januar 2018. Både Rusland og Danmark er medlemmer af Europarådet og Organisationen for Sikkerhed og Samarbejde i Europa.

## Sammenligning af landefakta
|                                   | Kongeriget Danmark                            | Den Russiske Føderation                          |
| --------------------------------- | --------------------------------------------- | ------------------------------------------------ |
| Indbyggertal                      | 5.748.769                                     | 143.975.923 (eksklusiv Krim)                     |
| Areal                             | 43.098 km²                                    | 17.098.242 km² (eksklusiv Krim)                  |
| Befolkningstæthed                 | 131 pr. km²                                   | 8,4 pr. km²                                      |
| Hovedstad                         | København                                     | Moskva                                           |
| Største by                        | København                                     | Moskva                                           |
| Styreform                         | Unitær parlamentarisk konstitutionelt monarki | Føderal semipræsidential konstitutionel republik |
| Statsoverhoved                    | Frederik 10.                                  | Vladimir Putin                                   |
| Regeringschef                     | Mette Frederiksen                             | Dmitrij Medvedev                                 |
| Officielt sprog                   | Dansk                                         | Russisk                                          |
| BNP pr. indb. (Købekraftsparitet) | 49.612 $                                      | 24.067 $                                         |

## Nutidige forhold

### Nord Stream
Nord Stream består af to parallelle naturgasledninger på 1.224 km, der går fra Vyborg i det nordvestlige Rusland gennem Østersøen til Lubmin i Tyskland og passerer dermed fem landes territorialfarvand, nemlig russisk, finsk, svensk, dansk og tysk. Den første ledning blev åbnet 8. november 2011, den anden åbnede 8. oktober 2012.
 I forbindelse med tilladelsen fra Danmark takkede den daværende russiske premierminister Vladimir Putin personligt statsminister Lars Løkke Rasmussen under statsministerens besøg i Moskva i 2009. Putin fortalte eksplicit, at tilladelsen havde givet Danmark og Rusland et bedre forhold.
I forbindelse med planerne om etableringen af en Nord Stream 2 har Danmark dog været mere tøvende.
Sprængningerne af begge Nord Stream 1 ledninger og den ene af de to Nord Stream 2 ledninger den 26. september 2022 som et formodet sabotageangreb gav anledning til styrkelse af det danske overvågningsberedskab og mange overvejelser om Danmarks sikkerhedspolitik, jvf. Gaslækagerne i Østersøen 2022 og Ruslands invasion af Ukraine 2022. I april 2023 bekræftede Forsvarskommandoen, at et russisk specialfartøj, som medfører en mini-ubåd, var blevet observeret og fotograferet af patruljefartøjet P524 Nymfen nær Nord Stream rørledningerne fire dage før de sprængtes.

### Sakajev-sagen
D. 30. oktober 2002 blev den tjetjenske politiker Akhmed Sakajev anholdt af dansk politi på opfordring fra Rusland. Sakajev var i Danmark for at deltage i den tjetjenske verdenskongres, men Rusland havde eftersøgt ham via Interpol for at stå bag terrorangrebet mod Dubrovka-teateret i Moskva. Efter lidt over en måned i varetægtsfængsel blev Sakajev løsladt d. 2. december 2002 og blev dermed ikke udleveret til Rusland.

### Danmarks indstilling til Rusland

#### Folketingspartier
Medlem af Folketinget for Radikale Venstre Martin Lidegaard skrev d. 30. marts 2016, at Danmark i højere grad skulle samarbejde med EU og NATO om at få Rusland til at vælge en mere venlig politik over for Vesten og Danmark. Han nævnte, at Danmark skulle støtte de baltiske lande sammen med NATO, støtte demokratiske initiativer i Rusland, samt love Rusland energiaftaler, hvis Rusland i højere grad arbejder sammen med EU.
Medlem af Folketinget for Dansk Folkeparti Kristian Thulesen Dahl skrev d. 6. februar 2017, at Danmark skulle bakke op om NATO, og derigennem Baltikum og Polen. Han forholdt sig samtidig kritisk over for sanktionerne mod Rusland og lagde vægt på, at Danmark skulle søge et bedre forhold med Rusland for at undgå en militær konfrontation.
Som en del af Alternativets EU-politik lægger partiet vægt på, at EU skal være uafhængig af fossile brændsler fra Rusland.
D. 11. oktober 2017 mente Enhedslistens Eva Flyvholm, at Danmark ikke skulle opruste igennem NATO, da det blot ville føre til øgede spændinger. I stedet er nedrustning på alle sider vejen frem.
I følge statsminister Lars Løkke Rasmussen fra partiet Venstre er "[t]ruslen fra [Rusland] reel og tiltagende." Han mener derfor, at opbakningen til NATO, og derigennem til Baltikum, er vigtig.
I et interview udtalte forsvarsminister Claus Hjort Frederiksen (også fra Venstre), at Danmark kunne risikere at miste strømforsyningen ved hackerangreb fra den russiske stat. Desuden nævner han russiske raketangreb som en trussel. Frederiksen mener derfor, at oprustning er nødvendig.
I en artikel fra d. 15. juli 2015 udtaler de Konservatives Rasmus Jarlov, at Danmark bør blive en del af et missilskjold sammen med NATO imod Rusland.
Liberal Alliances Henrik Dahl bakker i en artikel fra d. 7. juli 2017 op om regeringens beslutning om at ansætte embedsmænd, der skal modarbejde misinformation fra den russiske stat.
I en artikel fra d. 15. februar 2017 udtaler Henrik Dam Kristensen fra Socialdemokratiet, at Danmark skal opruste og være i stand til at skyde russiske missiler ned.

#### Ambassadøren
I en kronik fra d. 21. august 2017 skriver den danske ambassadør i Rusland Thomas Winkler, at Rusland ikke kan ses som en trussel mod Danmark. Han nævner bl.a. at Ruslands forsvarsbudget er på 48 mia. US$, mens NATO's er på 915 mia. US$ eller omkring nitten gange så meget.

#### Befolkningen
En undersøgelse viste i 2017, at Danmark er det EU-land - efter Holland - hvor befolkningen er mest negativt stemt over for Rusland.

### Ruslands indstilling til Danmark

#### Ambassadøren
I en artikel fra d. 20. marts 2015 udtaler den russiske ambassadør i Danmark Mikhail Vanin, at danske krigsskibe vil være i risiko for at blive angrebet af Rusland, hvis Danmark bliver en del af NATO's missilskjold.
D. 27. maj 2016 kaldte ambassadøren i en artikel Danmark for "anti-russisk", og han mente yderligere, at det er en "provokation" at sende danske soldater til Baltikum.